# Malbòu
Malbo és un municipi francès situat al departament de Cantal i a la regió d'Alvèrnia-Roine-Alps. L'any 2007 tenia 124 habitants.

## Demografia

### Població
El 2007 la població de fet de Malbo era de 124 persones. Hi havia 56 famílies de les quals 20 eren unipersonals (20 homes vivint sols), 16 parelles sense fills i 20 parelles amb fills.
La població ha evolucionat segons el següent gràfic:
Habitants censats

### Habitatges
El 2007 hi havia 107 habitatges, 52 eren l'habitatge principal de la família, 46 eren segones residències i 9 estaven desocupats. 97 eren cases i 6 eren apartaments. Dels 52 habitatges principals, 46 estaven ocupats pels seus propietaris, 5 estaven llogats i ocupats pels llogaters i 1 estava cedit a títol gratuït; 1 tenia una cambra, 1 en tenia dues, 6 en tenien tres, 14 en tenien quatre i 30 en tenien cinc o més. 40 habitatges disposaven pel capbaix d'una plaça de pàrquing. A 28 habitatges hi havia un automòbil i a 17 n'hi havia dos o més.

### Piràmide de població
La piràmide de població per edats i sexe el 2009 era:
| Homes | Edats   | Dones |
| ----- | ------- | ----- |
| 0     | 95 o +  | 0     |
| 0     | 90 a 94 | 0     |
| 0     | 85 a 89 | 0     |
| 4     | 80 a 84 | 4     |
| 4     | 75 a 79 | 4     |
| 0     | 70 a 74 | 0     |
| 4     | 65 a 69 | 0     |
| 8     | 60 a 64 | 24    |
| 4     | 55 a 59 | 4     |
| 8     | 50 a 54 | 8     |
| 0     | 45 a 49 | 0     |
| 0     | 40 a 44 | 0     |
| 8     | 35 a 39 | 0     |
| 4     | 30 a 34 | 4     |
| 4     | 25 a 29 | 4     |
| 0     | 20 a 24 | 0     |
| 8     | 15 a 19 | 0     |
| 0     | 10 a 14 | 0     |
| 0     | 5 a 9   | 0     |
| 8     | 0 a 4   | 0     |

## Economia
El 2007 la població en edat de treballar era de 64 persones, 47 eren actives i 17 eren inactives. De les 47 persones actives 44 estaven ocupades (25 homes i 19 dones) i 3 estaven aturades (3 dones i 3 dones). De les 17 persones inactives 11 estaven jubilades, 2 estaven estudiant i 4 estaven classificades com a «altres inactius».

### Ingressos
El 2009 a Malbo hi havia 54 unitats fiscals que integraven 122 persones, la mediana anual d'ingressos fiscals per persona era de 10.186 €.

### Activitats econòmiques
Dels 2 establiments que hi havia el 2007, 1 era d'una empresa de construcció i 1 d'una empresa d'hostatgeria i restauració.
Dels 2 establiments de servei als particulars que hi havia el 2009, 1 era una lampisteria i 1 restaurant.
L'any 2000 a Malbo hi havia 21 explotacions agrícoles que ocupaven un total de 1.241 hectàrees.

## Poblacions més properes
El següent diagrama mostra les poblacions més properes.